# Sunset (álbum de Banda Eva)
Sunset é o décimo sexto álbum da banda brasileira de axé Banda Eva, sendo também o sexto ao vivo. Foi lançado oficialmente em 13 de novembro de 2015 pela Universal, marcando o retorno da banda para a gravadora. O disco foi o segundo lançamento com Felipe Pezzoni nos vocais.

## Gravação e lançamento
Em março de 2015 o Eva acerta o lançamento de um novo álbum com a Universal e, em 23 de maio, grava seu primeiro DVD com o novo vocalista no terraço do Tivoli Hotel, em São Paulo. O disco foi gravado no final da tarde para um pequeno público selecionado de apenas 120 pessoas, entre jornalistas, especialistas em música e alguns fãs que receberam ingressos de forma sorteada – uma vez que não houve venda de ingressos por se tratar de um algo intimista. O projeto foi inspirado pelo mesmo formato utilizado na apresentação Summer Sets, da banda estadunidense Maroon 5, focado em um clima pessoal e que utilizasse o cair da tarde como cenário de fundo. A produção foi realizada pela Music2 Produções em parceria com o VEVO, o qual deteve os direitos de lançar os vídeos gravados do disco no canal oficial da banda no Youtube, e trouxe a participação da banda Jamz.
O repertório do projeto inclui os antigos sucessos do Eva, algumas canções do disco anterior com Felipe nos vocais, o cover "Garoa", de Carlinhos Brown, os dois singles lançados de forma independente anteriormente – "Feminina" e "Moinhos de Amor" – e as inéditas "Brindar" e "Sem Você". A produção e direção musical do álbum ficou por conta de Marcelinho Oliveira, enquanto a direção foi realizada por Fabiano Pierri, a direção técnica por Mauricio KF, a mixagem por Maycom Mendes e a direção executiva por Fátima Pissarra, André Silveira e Marcos Piruka. Em 28 de agosto três vídeos são liberados no Youtube como teaser, sendo eles "Beleza Rara", o medley "Leva Eu / Arerê" e o single "Brindar". Sunset foi lançado oficialmente em 13 de novembro daquele ano.

## Singles
- "Feminina" foi lançada em 8 de dezembro de 2014 como aposta para o Carnaval de 2015.[9][10] A faixa foi composta por D'Black e homenageia a mulher brasileira em suas diversas facetas.[11] A canção foi liberada um ano antes do álbum e ainda sob gravadora independente, antes do Eva assinar com a Universal, sendo incluída posteriormente apenas na versão em DVD.[12]

- "Moinhos de Amor" foi liberado como single em 20 de fevereiro de 2015, sendo composta por Felipe Pezzoni e Marcelinho Oliveira.[13] A canção ganhou um videoclipe gravado em parceria com VEVO para a sessão Sacada Vevo, que levava artistas a gravarem vídeos de seus singles em lugares que expressassem uma sensação de tranquilidade ao público.[14] O projeto foi gravado na Praia de Buraquinho, na cidade baiana de Lauro de Freitas.[15] Assim como "Feminina", a canção foi liberada antes do Eva assinar com a Universal e foi incluída posteriormente apenas na versão em DVD.[16]

- "Brindar" foi lançado em 14 de agosto de 2015, sendo o terceiro single incluso no álbum e o primeiro lançado exclusivamente para o projeto com a assinatura da Universal.[17] A canção atingiu a posição de número oito na Billboard Hot Regional Salvador.[18] A faixa foi apresentada previamente com exclusividade pela primeira vez no Música Boa Ao Vivo, no Multishow, em 12 de agosto.[19] "Brindar" foi trabalhada como single até o verão daquele ano e utilizada como aposta para o Carnaval de 2016.[20]

- "Sem Você" foi liberado como single em 27 de maio de 2016, sendo o segundo oficial para o disco.[21][22] Além do vídeo ao vivo, extraído do DVD, a faixa ganhou um videoclipe dirigido por Luciana Ramos e Fabiano Pierri.[23]

- "Não Vá Embora" foi lançada em 12 de dezembro de 2016 como terceiro single oficial e a aposta para o Carnaval de 2017.[24] A faixa é uma versão carnavalesca da canção original de Marisa Monte e já havia sido incluída no álbum anterior do Eva, Simplesmente, embora só foi lançada como single em Sunset.[25]

## Lista de faixas
Créditos do álbum adaptados das informações fornecidas pelo website da banda.
| CD  |                                                      | |                     |         |  |
| N.º | Título                                               | Compositor(es) | Produtor(es)        | Duração |  |
| 1.  | "Não Vá Embora"                                      | Marisa Monte Arnaldo Antunes | Marcelinho Oliveira | 3:31    |  |
| 2.  | "Simplesmente"                                       | Rubem Tavares | Marcelinho Oliveira | 3:47    |  |
| 3.  | "Brindar"                                            | Battata Vinni Rodrigues Cassiopeya | Marcelinho Oliveira | 3:25    |  |
| 4.  | "Beleza Rara"                                        | Ed Grandão | Marcelinho Oliveira | 3:43    |  |
| 5.  | "Eva"                                                | Umberto Tozzi Giancarlo Bigazzi Versão: Marcos Firelli                                                                                    | Marcelinho Oliveira | 3:43    |  |
| 6.  | "Alô Paixão / Me Abraça / Bem Mais (You and Me)"     | Jorge Xaréu Roberto Moura Marcelinho Oliveira                                                                                             | Marcelinho Oliveira | 3:43    |  |
| 7.  | "De Ladinho"                                         | Leo Bit Bit Gustavo Di Dalva Boghan | Marcelinho Oliveira | 3:22    |  |
| 8.  | "Tudo Nosso (Hands Up)" (com a participação de Jamz) | Felipe Pezzoni Marcelinho Oliveira Tonny Carqueija                                                                                        | Marcelinho Oliveira | 3:43    |  |
| 9.  | "Miragem / Coleção"                                  | Davi Salles Cassiano Paulo Zdan | Marcelinho Oliveira | 3:42    |  |
| 10. | "Garoa"                                              | Carlinhos Brown | Marcelinho Oliveira | 4:31    |  |
| 11. | "Sem Você"                                           | Fabinho O'Brian Dito Martins | Marcelinho Oliveira | 4:44    |  |
| 12. | "Duas Almas"                                         | Diego Nascimento Luila Guga Assumpção | Marcelinho Oliveira | 4:15    |  |
| 13. | "Flores / Levada Louca / Se Joga Por Cima de Mim"    | Gutemberg Carlinhos Maracanã Tica Mahatma Roberto Moura Alaim Tavare Gilson Babilônia Lula Carvalho Gigi Magno Santana Filipe Escandurras | Marcelinho Oliveira | 3:37    |  |
| 14. | "Leva Eu / Arerê"                                    | Durval Lelys Cly Loylie Gilson Babilônia Alaim Tavares                                                                                    | Marcelinho Oliveira | 3:40    |  |

| DVD |                                                                 | |                     |         |  |
| N.º | Título                                                          | Compositor(es) | Produtor(es)        | Duração |  |
| 1.  | "Não Vá Embora"                                                 | Marisa Monte Arnaldo Antunes | Marcelinho Oliveira | 3:31    |  |
| 2.  | "Simplesmente"                                                  | Rubem Tavares | Marcelinho Oliveira | 3:47    |  |
| 3.  | "Brindar"                                                       | Battata Vinni Rodrigues Cassiopeya | Marcelinho Oliveira | 3:25    |  |
| 4.  | "Beleza Rara"                                                   | Ed Grandão | Marcelinho Oliveira | 3:43    |  |
| 5.  | "Feminina"                                                      | Vinicius D'Black | Marcelinho Oliveira | 3:25    |  |
| 6.  | "Eva"                                                           | Umberto Tozzi Giancarlo Bigazzi Versão: Marcos Firelli                                                                                    | Marcelinho Oliveira | 3:43    |  |
| 7.  | "Alô Paixão / Me Abraça / Bem Mais (You and Me)"                | Jorge Xaréu Roberto Moura Marcelinho Oliveira                                                                                             | Marcelinho Oliveira | 3:43    |  |
| 8.  | "De Ladinho"                                                    | Leo Bit Bit Gustavo Di Dalva Boghan | Marcelinho Oliveira | 3:22    |  |
| 9.  | "Tudo Nosso (Hands Up)" (com a participação de Jamz)            | Felipe Pezzoni Marcelinho Oliveira Tonny Carqueija                                                                                        | Marcelinho Oliveira | 3:43    |  |
| 10. | "Miragem / Coleção"                                             | Davi Salles Cassiano Paulo Zdan | Marcelinho Oliveira | 3:42    |  |
| 11. | "Garoa"                                                         | Carlinhos Brown | Marcelinho Oliveira | 4:31    |  |
| 12. | "Sem Você"                                                      | Fabinho O'Brian Dito Martins | Marcelinho Oliveira | 4:44    |  |
| 13. | "Tudo Bem pra Mim"                                              | Marcelinho Oliveira | Marcelinho Oliveira | 3:25    |  |
| 14. | "Duas Almas"                                                    | Diego Nascimento Luila Guga Assumpção | Marcelinho Oliveira | 4:15    |  |
| 15. | "Flores (Sonho Épico) / Levada Louca / Se Joga Por Cima de Mim" | Gutemberg Carlinhos Maracanã Tica Mahatma Roberto Moura Alaim Tavare Gilson Babilônia Lula Carvalho Gigi Magno Santana Filipe Escandurras | Marcelinho Oliveira | 3:37    |  |
| 16. | "Leva Eu / Arerê"                                               | Durval Lelys Cly Loylie Gilson Babilônia Alaim Tavares                                                                                    | Marcelinho Oliveira | 3:40    |  |
| 17. | "Bônus: Making Of"                                              | |                     | 9:25    |  |
| 18. | "Bônus: Moinhos de Amor"                                        | Felipe Pezzoni Marcelinho Oliveira | Marcelinho Oliveira | 3:17    |  |
| 19. | "Bônus: Entrevista"                                             | |                     | 11:15   |  |

## Histórico de lançamento
| País   | Data                   | Formato(s)                       | Gravadora |
| ------ | ---------------------- | -------------------------------- | --------- |
| Brasil | 13 de novembro de 2015 | CD DVD CD + DVD download digital | Universal |